# Istarski narodnjaci
Narodnjacima se na istarskom poluotoku nazivalo istaknute pojedince – često bogatije i svjesnije seljake, ali i intelektualce i svećenike – koji su od 19. do polovice 20. stoljeća među istarskim Hrvatima djelovali na podizanju i čuvanju nacionalne svijesti te se zalagali za njihova politička, gospodarska i kulturna prava. Postojanje istaknutih seoskih prvaka vjerojatno valja povezati s istarskim srednjovjekovnim i novovjekovnim institutom vjerodostojnih ljudi, koji su pozivani kao svjedoci u sporovima i kao savjetnici pri donošenju odluka.
U Istarskom razvodu zovu se »dobri ljudi verovani«. Bili su birani za župane i poglavare bratovština, a njihov autoritet nije ovisio samo o službi nego i o ugledu njih samih i njihove obitelji. U okviru običajnoga prava institut »dobrih ljudi« održao se do francuske uprave, koja se oslonila na svoje činovnike i nije se savjetovala s poznavateljima običajnoga prava, međa i obveza prema feudalcu, vlasti ili Crkvi. Narodnjaštvo se kao polit. pokret u prvom redu povezuje s hrvatskim narodnim preporodom, kada u dr. pol. XIX. st. narodni prvaci pokreću borbu za hrvatsko-talijansku ravnopravnost u školstvu, sudstvu i upravi, te protiv nastojanja talijanskoga liberalnoga građanstva za talijanizacijom Hrvata. Biskup Juraj Dobrila, njegovi suradnici seoski svećenici, a zatim i njegovi nasljednici koji su politički bili usmjereni prema pravaštvu (»Istarski trolist« – M. Laginja, V. Spinčić i M. Mandić), upravo su među narodnjacima u istar. selima imali najveću pomoć i podršku. Naša sloga je preko pismenih seljaka narodnjaka svoje ideje širila među nepismenim pukom. Narodnjaci su se istaknuli, djelujući u Družbi sv. Ćirila i Metoda, u nastojanjima za otvaranjem hrvatskih čitaonica i škola, u organiziranju tabora i otvaranju posujilnica u seoskim općinama. U nedostatku hrvatskoga građanstva, bili su stvarna politička podrška hrvvatskim zastupnicima u Istarskom saboru.
U razdoblju talijanske vlasti između dvaju svjetskih ratova narodnjaci su podnijeli najveći teret otpora. Sa svećenicima su širili knjige Družbe sv. Mohora za Istru. Mnogi su bili zatvarani, mučeni, napajani ricinusovim uljem i odvođeni u konfinaciju. Tijekom Drugoga svjetskoga rata NOP je nastojao okupiti narodnjake, ali su mnogi zbog neslaganja s komunističkim idejama i zbog povezanosti sa svećenstvom bili sumnjičeni i zlostavljani. Mnogi su izgubili život (A. Brajša iz Kringe, M. Peteh iz Žminja, A. Milovan iz Režanaca i dr.) ili bili zatvarani (Lj. Vodinelić).